# رمز داوینچی
رمز داوینچی (یا راز داوینچی یا کُد داوینچی) نام رمانی هیجانی، معمایی و تاریخی از نویسندهٔ آمریکایی، دن براون که از فروش و استقبال گسترده‌ای در سراسر جهان برخوردار بوده‌است. این کتاب در سال ۲۰۰۳ به چاپ رسید. مدتی پس از چاپ آن، یک فیلم سینمایی (با همین نام در سال ۲۰۰۶) و یک بازی ویدئویی بر اساس آن ساخته شد.
این کتاب قسمت دوم از سه‌گانهٔ براون است. قسمت اول آن در سال ۲۰۰۰ با نام فرشتگان و شیاطین به چاپ رسید. قسمت سوم از سه‌گانهٔ براون نیز با نام نماد گمشده در سال ۲۰۰۹ به چاپ رسید.
در این کتاب (به خصوص در پاورقی‌های ترجمه فارسی آن) اطلاعاتی دربارهٔ خدای مؤنث، ادیان پگانی، دین یهودی و دیر صهیون وجود دارد.

## تاریخچه
این رمان در سال ۲۰۰۳ بازار را تسخیر کرد و فروشش حتی از مجموعه هری پاتر نیز پیشی گرفت. تا مه ۲۰۰۶، بیش از ۶۰ میلیون نسخه از این کتاب به فروش رسیده‌است. این کتاب به ۴۴ زبان (از جمله فارسی) ترجمه شده‌است. محبوبیت و شهرت این کتاب به جایی رسید که شرکت‌های مسافرتی در سرتاسر دنیا، تورهایی ایجاد کرده‌اند که حول وقایع این کتاب می‌گردد و شرکتهایی مثل شرکت «راوینچیز» مسابقاتی با استفاده از مفاهیم کتاب ایجاد کرده‌اند. در ضمن یک فیلم سینمایی و یک بازی ویدئوئی نیز بر اساس آن ساخته شده‌اند.
هم‌زمان، بخصوص بخاطر موضوع جنجالی کتاب، مخالفت‌های بسیاری نیز با آن صورت گرفت. این کتاب شدیداً علیه کلیسای کاتولیک، واتیکان، پاپ و گروه مذهبی اپوس دئی است و از همین رو گروه‌های مختلف مسیحی و اسلامی علیه آن واکنش نشان داده‌اند.
«کلمبیا پیکچرز» (متعلق به سونی) سریعاً فیلمی بر اساس این کتاب تهیه کرد که در اواخر می ۲۰۰۶ به نمایش عمومی درآمد. آکیوا گلدسمن فیلم‌نامه این فیلم را نوشته است و ران هاوارد کارگردانی آن را به عهده دارد. تام هنکس نقش رابرت لنگدان، آدری تاتو نقش سوفی نوو و ایان مک کلن نقش لی تیبینگ را بازی می‌کنند.

### ترجمه و چاپ در ایران
این کتاب توسط چند مترجم به فارسی برگردانده شده‌است. «رمز داوینچی» یا «راز داوینچی» یا «کد داوینچی» هر سه برای ترجمه عنوان کتاب به کار رفته‌اند. فروش کتاب بسیار موفق بود و بعضی ترجمه‌ها به چندین چاپ رسیدند اما در پی اعتراض شماری از روحانیون مسیحی ایران، مقامات ایران چاپ این کتاب را ممنوع کرده‌اند.
نمایش صوتی در ایران

## خلاصه داستان فیلم
این خلاصه از داستان فیلم رمز داوینچی بر اساس کتاب است.داستان حول یک تئوری خاص درباره تاریخ مسیحیت می‌گردد که پیش از آن نیز در موردش صحبت شده‌ است و برخی تاریخ‌دانان با آن موافقند. کتاب خون مقدس و جام مقدس منبع اصلی برای این تئوری‌ها می‌باشد. طبق این تئوری عیسی مسیح با مریم مجدلیه ازدواج کرده و صاحب فرزند شده‌ است و کلیسای کاتولیک و واتیکان با اطلاع از این قضایا، قصد پنهان کردن آن‌ها را دارد. همچنین جام مقدس نه یک شیء، بلکه خود مریم مجدلیه(رحم مریم مجدلیه) است.
داستان در کشورهای فرانسه و بریتانیا و در بعضی اماکن مشهور این دو کشور مانند موزهٔ لوور اتفاق می‌افتد.
پنج ماه پیش از شروع داستان، واتیکان به اسقف آرینگاروسا، رهبری یک فرقه مسیحی تندرو موسوم به اپوس دئی (یعنی: کار خدا) اعلام می‌کند که می‌خواهد دست از حمایت از این فرقه بردارد و ۲۰ میلیون یوروی اهدایی فرقه را هم پس خواهد داد. فردی موسوم به استاد که در اصل قصد تخریب وجههٔ کلیسا و اپوس دئی را دارد، به اسقف پیشنهاد می‌دهد در ازای ۲۰ میلیون، جام مقدس گمشدهٔ عیسی را در اختیارش بگذارد تا اپوس دئی قدرت و محبوبیت زیادی پیدا کند؛ ولی در حقیقت با استفاده از یکی از نیروهای اسقف به قتل اعضای دیر صهیون که مخالفان قدیمی کلیسا و حافظان جام مقدس هستند، می‌پردازد تا خودش بتواند جام را به دست بیاورد.
استاد اعظمِ دیر صهیون که رئیس موزه لوور است پیش از مرگ، اسرار یافتن جام را به نوه‌اش (سوفی)، که نوه واقعی اش نبود منتقل می‌کند و از او می‌خواهد از دانشمندی آمریکایی (رابرت لنگدان) که در نمادشناسی مذهبی و دیرین‌شناسی تبحر دارد کمک بخواهد. این دو با وجود تعقیب بی‌امان پلیس و نیروهای استاد، مرحله به مرحله به جام مقدس نزدیک می‌شوند و در این راه از یک تاریخ‌دان انگلیسی (تیبنیگ) هم کمک می‌گیرند که در نهایت معلوم می‌شود او همان استاد تقلبی است. نهایتاً راز جام مقدس مشخص می‌شود و سوفی هم حقیقت و خانواده گمشده‌اش را پیدا می‌کند و...

## شخصیت‌ها
- ژاک سونیر(Jacques Sauniere) موزه داری است که ریاست موزه لوور را به عهده دارد. وی یکی از مشهورترین کسانی است که دربارهٔ ایزدبانو تحقیق می‌کنند و نمادهای بسیاری را در مورد او می‌شناسد. هم چنین تعداد زیادی از مجسمه‌ها و نمادهای باستانی مربوط به مام زمین یا الههٔ مادر را در موزه لوور جمع‌آوری کرده‌است. هم چنین طرح‌های ساخته نشدهٔ داوینچی را با چوب، سنگ و فلز به صورت کاملاً حرفه‌ای می‌سازد. وی استاد اعظم دیر صهیون و یکی از ۴ نفری است که مکان واقعی اختفای اسناد سری دیر صهیون (اخوت) را می‌داند. این اسناد ثابت می‌کنند که مسیح با مریم مجدلیه ازدواج کرده و از او صاحب فرزند شده‌است و نسل او تا به امروز ادامه یافته‌است.
- پروفسور رابرت لنگدان (Robert Langdon (استاد نمادشناسی مذهبی در دانشگاه هاروارد و یکی از مطرح‌ترین استادان نمادشناسی مذاهب است که برای ایراد یک سخنرانی در مورد نمادهای کفرآمیز که در کلیساهای جامع جهان به کار رفته، به پاریس دعوت شده‌است. وی از سوی پلیس فرانسه متهم به قتل ژاک سونیر می‌شود و در حال فرار از دست پلیس قضایی فرانسه، راز مرگ او و مکان اختفای اسناد را کشف می‌کند.
- بژو فاش (Bezu Fache) رئیس بدخلق پلیس مخفی پاریس (DCPJ) است. وی فردی چهارشانه، تنومند و در عین حال به شدت زیرک، بیرحم و بسیار تیزبین است. موهای تیره‌اش با روغن زیاد رو به عقب شانه خورده‌اند، ابروانش گره خورده و دماغ نوک تیزی شبیه به دماغه یک کشتی جنگی است. زیردستانش او را گاو نر می‌نامند. وی به شدت با حضور زنان در اداره پلیس مخالف است و اعتقاد دارد که حضور زنان در اداره پلیس تمرکز مردها را برهم می‌زند. وی سنجاق کراواتی دارد که همیشه آن را به کراواتش می‌زند. صلیبی نقره‌ای با سیزده عقیق سیاه، نمادی که به صلیب گوهرین مشهور است و نشانه مسیح و دوازده تن از حواریونش است.
- سوفی نوو (Sophie Neveu) کارآگاه رمزشناسی است که تحصیلاتش را در انگلستان به پایان رسانده و اکنون به عنوان متخصص رمزشناسی در پلیس فرانسه مشغول به خدمت است. او فردی بسیار چابک و تیزهوش است که تعلیمات پدربزرگش او را در گشودن رازها توانی شگفت‌انگیز داده است. در داستان ما در می‌یابیم پدربزرگ او کسی نیست جز ژاک سونیر رئیس موزهٔ لوور. بعدها معلوم می‌شود که او از نوادگان عیسی مسیح و مریم مجدلیه است.
- اسقف مانوئل آرینگاروسا در جوانی کشیشی تهی دست بود و اکنون در مقام مسئول کل «اپوس دئی» است، او فردی شدیداً جاه طلب است. او در پی چیزی است که در صورت به دست آوردنش موقعیت خود را در واتیکان برای همیشه تثبیت خواهد کرد و حتی خود پاپ نیز در دستانش قرار خواهد گرفت. وی به دنبال اطلاع یافتن از وجود سنگ تاج به طمع می‌افتد، طمعی که او را تا پای مرگ می‌کشاند.
- سیلاس نمونه بارز یک عنصر مذهبی بنیادگرا و متحجر است. اوست که به دستور استاد و با هدایت اسقف آرینگاروسا دست به قتل سونیر و سه تن دیگر زده است. او به دنبال سنگ تاج دست اندرکار آدمکشی‌های بیشتر است. برای او کشتن انسان‌ها یک فریضهٔ مقدس است. وی طبق تعلیمات اپوس دئی ریاضت جسمی را با بستن پابندی میخ دار به خود اعمال می‌کند و خود را با طناب گره داری شلاق می‌زند تا گناهش پاک شود.
- لی تیبینگ، پژوهشگر و مذهب‌شناس معروف انگلیسی، تاریخ‌دان سلطنتی بریتانیا، دارای عنوان «سر» که شخصیتی بسیار «انگلیسی» دارد و چای ارل‌گری با لیمو می‌نوشد. با دو عصای آلومینیومی و پابندهای فلزی راه می‌رود و بسیار مرفه و پولدار است. در تمام عمر در مورد جام مقدس و مکان اختفای اسناد تحقیق کرده‌است و به ظاهر می‌خواهد با افشای حقیقت، جهان را به فریب دوهزارسالهٔ کلیسا آگاه کند، لیکن در پایان مشخص می‌شود او کسی جز «استاد» سیلاس و فرقه اپوس دئی نیست.

## پیوندها

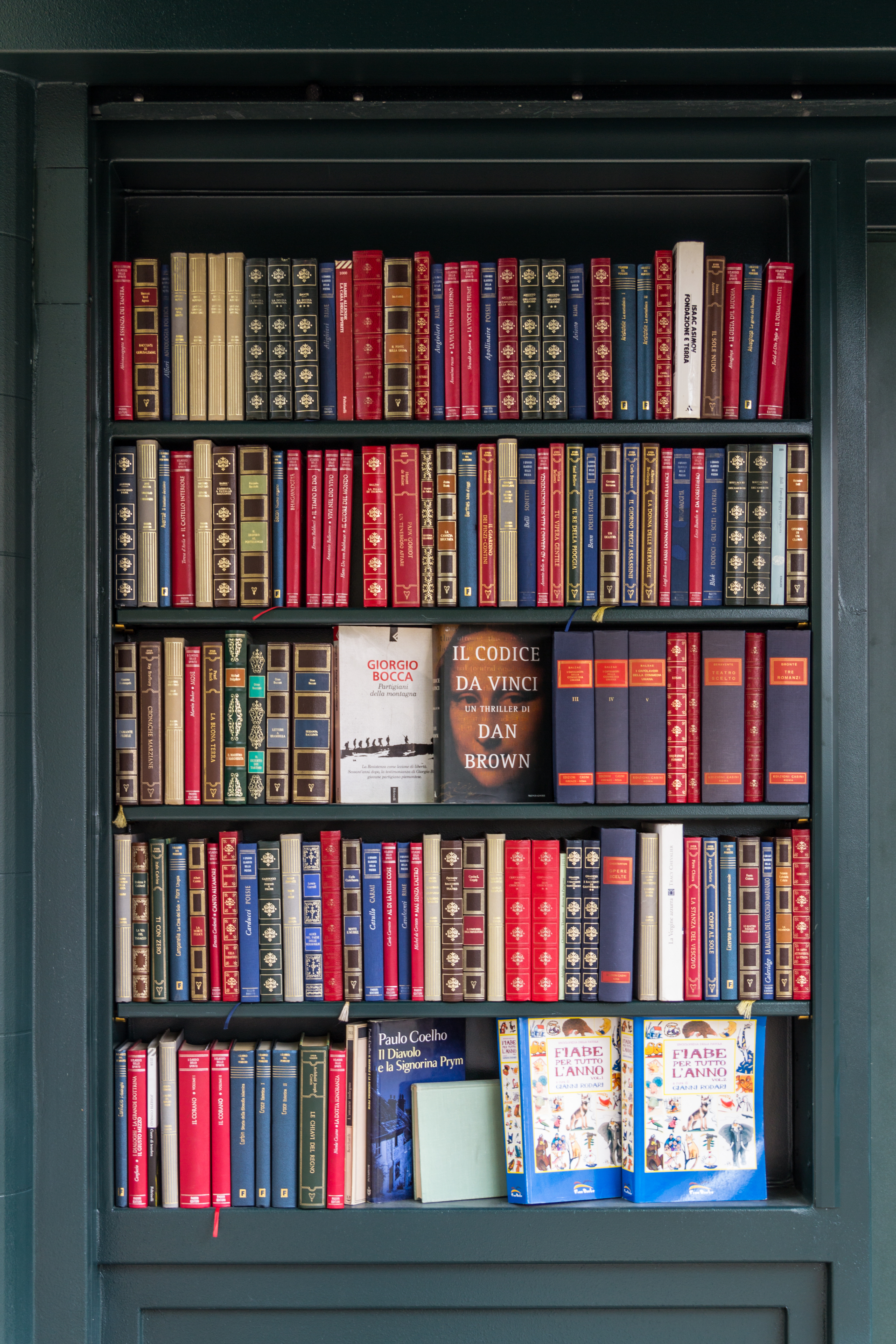
اثر رمز داوینچی

مریم مجدلیه